# Кастионето (Сондрио)
Кастионето је насеље у Италији у округу Сондрио, региону Ломбардија.
Према процени из 2011. у насељу је живело 626 становника. Насеље се налази на надморској висини од 543 м.